# Нікітін Петро Васильович
Петро Васильович Нікітін (1909, село Сєчьонка, тепер Городоцького району Вітебської області, Білорусь — 27 січня 1959, місто Москва) — радянський державний діяч, 1-й заступник голови Державного планового комітету РМ СРСР, 1-й заступник голови Державної економічної комісії при РМ СРСР. Кандидат у члени ЦК КПРС у 1952—1959 роках. Кандидат технічних наук.

## Життєпис
Народився в селянській родині. У 1924 році вступив до комсомолу.
Член ВКП(б) з 1930 року.
У 1933 році закінчив Ленінградський політехнічний інститут.
З 1933 року служив на Робітничо-селянському червоному флоті.
Після демобілізації, до 1936 року навчався в аспірантурі Ленінградського політехнічного інституту.
З 1936 року — на відповідальній роботі в Державній плановій комісії при РНК СРСР. У 1941—1949 роках — начальник відділу, начальник Управління Державної планової комісії при РНК (РМ) СРСР.
У 1949 — 15 березня 1953 року — заступник голови Державного планового комітету Ради міністрів СРСР.
У 1953—1955 роках — 1-й заступник голови Державного планового комітету Ради міністрів СРСР.
У 1955—1957 роках — 1-й заступник голови Державної економічної комісії при Раді міністрів СРСР.
У 1957 році — начальник Головного управління у справах економічних зв'язків із країнами народної демократії Ради міністрів СРСР.
У 1957 — 27 січня 1959 року — заступник голови Державного комітету Ради міністрів СРСР із зовнішньоекономічних зв'язків.
Помер 27 січня 1959 року в Москві. Похований 29 січня 1959 року на Новодівочому цвинтарі Москви.

## Нагороди
- орден Трудового Червоного Прапора
- орден Червоної Зірки
- медалі